# Joyce Aluoch

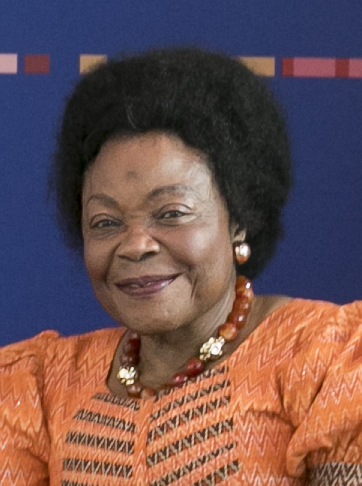
Joyce Aluoch

Joyce Aluoch (* 22. Oktober 1947 in Kisumu) ist eine kenianische Juristin. Sie wirkte zwischen 1974 und 2008 als Richterin an verschiedenen Gerichten in ihrem Heimatland und fungierte von März 2009 bis März 2018 als Richterin am Internationalen Strafgerichtshof.

## Leben
Joyce Aluoch wurde 1947 in Kisumu geboren und erlangte nach einem Studium der Rechtswissenschaften 1973 einen LL.B.-Abschluss an der University of Nairobi. Ein Jahr später schloss sie ein postgraduales Studium an der Kenya School of Law ab. An der Fletcher School of Law and Diplomacy der Tufts University erwarb sie außerdem 2008 einen Master of Arts im Bereich der Internationalen Beziehungen.
Von 1974 bis 1982 war sie in ihrem Heimatland als Amtsrichterin (Magistrate) tätig und zunächst insbesondere mit jugendstrafrechtlichen Angelegenheiten sowie später mit Straf- und Familienrechtfällen befasst. Ab 1983 gehörte sie als Richterin dem High Court von Kenia an, an dem sie bis 2007 amtierte. Anschließend wechselte sie an den Court of Appeal, das zweithöchste Gericht im kenianischen Rechtswesen.
Von 2003 bis 2008 war Joyce Aluoch darüber hinaus Mitglied und Vizevorsitzende des UN-Ausschusses für die Rechte des Kindes, nachdem sie von 2001 bis 2005 bereits das Expertenkomitee für Kinderrechte der Afrikanischen Union geleitet hatte. Im Januar 2009 wurde sie zur Richterin an den Internationalen Strafgerichtshof in Den Haag gewählt, an dem sie seit März des gleichen Jahres für eine turnusgemäße Amtszeit von neun Jahren tätig war und der Hauptverfahrensabteilung angehörte. Am 10. März 2018 schied sie turnusgemäß aus dem Richterkollegium aus.